# Йонас Гейска
Йонас Гейска (фін. Jonas Heiska; 13 жовтня 1873, Тойвакка, Велике князівство Фінляндське — 3 березня 1937, Йювяскюля, Фінляндія) — фінський художник.

## Життєпис
Народився 13 жовтня 1873 в містечку Тойвакка, там же провів дитинство і підліткові роки. В дитинстві Йонас важко хворів, через що у нього розвинулося викривлення хребта (горбатість).
Художні і розумові здібності Гейски проявилися ще в дитинстві, і в 1890 Йонас був відправлений навчатися в ліцей міста Ювяскюля. Там Гейска подружився з Отто Куусіненом, обидва вони були кращими учнями школи (пізніше, в 1900, Гейска напише портрет Куусінена). Гейска цікавився музикою, грав на скрипці і замислюючись про майбутню професію, вибирав між музикою і мистецтвом.
У 1898 вступив до художньої школи Гельсінкі, отримавши таким чином популярність першого художника з Центральної Фінляндії. Одним з учителів Гейски був Ееро Ярнефельт. Пізніше Гейска також навчався в Парижі. Там він захопився імпресіонізмом і почав використовувати техніку малювання плямами. В цей час він взяв участь у щорічній виставці, що проводилася Товариством художників Гельсінкі, представивши Фінляндію на Всесвітній виставці в Парижі в 1900 році.

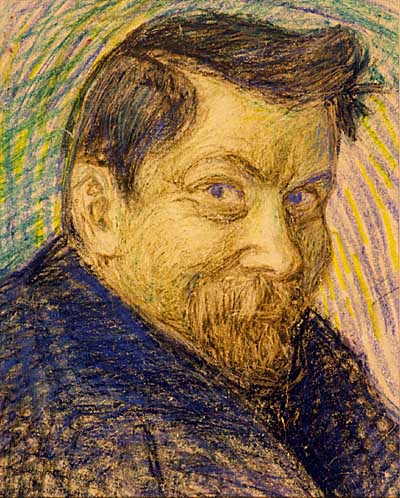
Йонас Гейска. Автопортрет

Після навчання в Європі Гейска повернувся до рідного міста Тойвакка і займався малюванням в околицях сімейної ферми. Потім перебрався до Ювяскюля і осів там. У нього брав уроки малювання майбутній архітектор Алвар Аалто.
У 1918 в карельському селі Ухта (нині селище Калевала) в якості прапора Біломорської Карелії затвердили прапор, створений Йонасом Гейскою.
У 1920 Йонас одружився з учителькою музики і співу Майккі Аро. У 1921 у них народилася донька Ваппу.
Помер 3 березня 1937 року в Йювяскюля, у віці 63 років.
Ваппу Гейска пішла по стопах батька і також стала художницею, продовжуючи займатися малюванням в їхньому будинку. Перед смертю в 1993 вона заповіла будинок з майстернею і майно місту Ювяскюля, висловивши бажання, щоб будинок став частиною міського музейного комплексу. У 1998 він був відкритий для відвідування, нині утримується Музеєм Центральної Фінляндії. У будинку виставлені як роботи художника, так і атрибути сільського побуту.

## Галерея

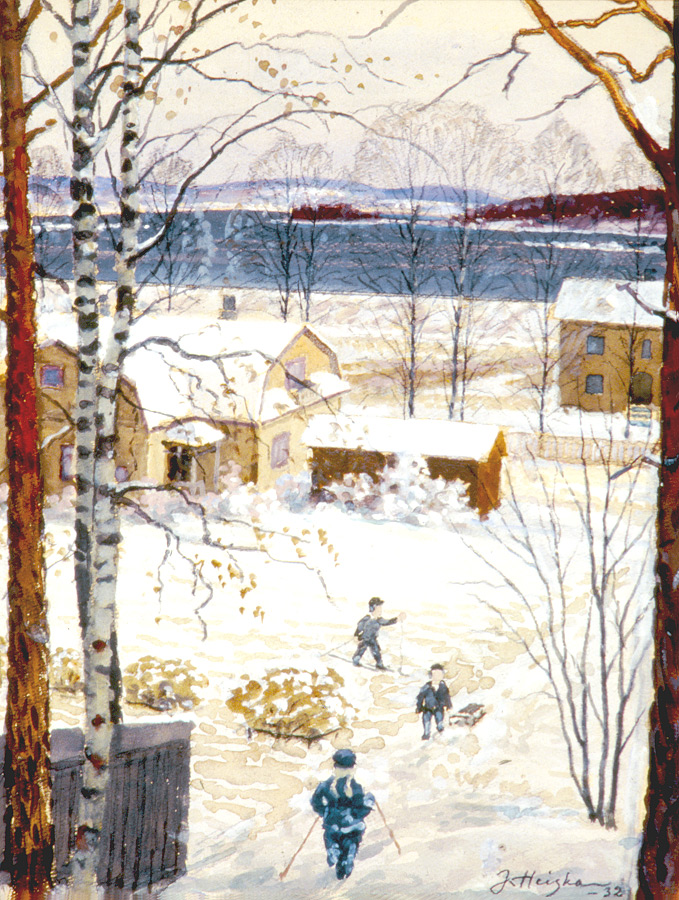
Перший сніг
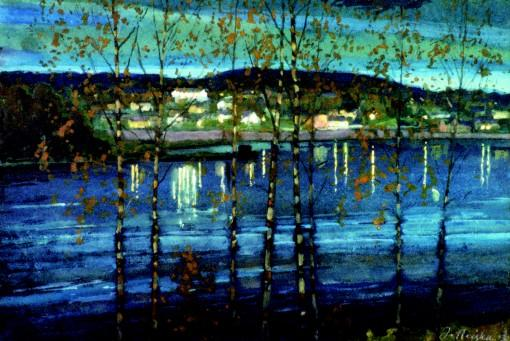
Місто в сутінках
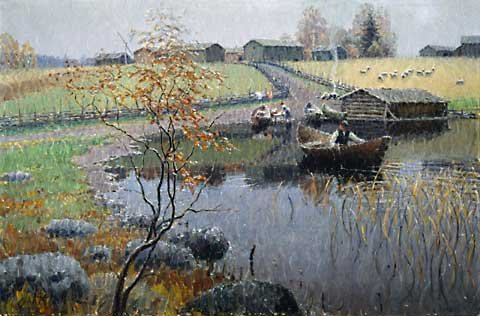
Вересневий день (Осінній настрій)
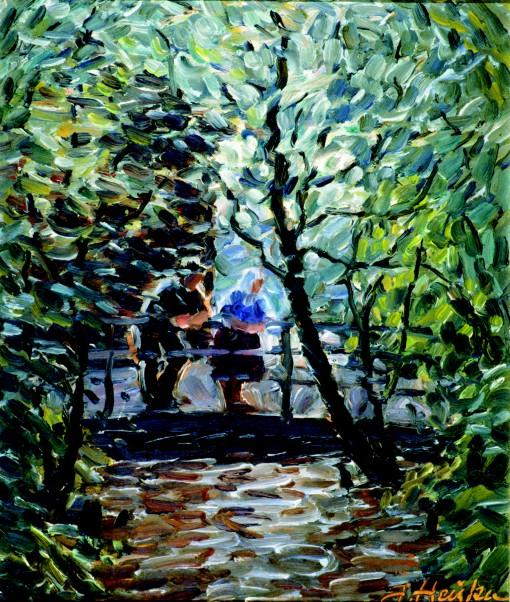
На мосту Коркеакоскі
Прапор Біломорської Карелії (1918)